# Terry Kennedy
Terrence Edward Kennedy (Euclid, Ohio, 4 de junio de 1956), más conocido como Terry Kennedy, es un exjugador profesional estadounidense de béisbol que se desempeñó en la posición de cácher en las Grandes Ligas de Béisbol (MLB). Logró obtener un Bate de Plata.

## Carrera
Kennedy jugó como profesional tres temporadas en St. Louis Cardinals (1978-1980), después pasó a San Diego Padres (1981-1986), luego a Baltimore Orioles (1987-1988), posteriormente a San Francisco Giants, donde jugó tres temporadas (1989-1991), y fue el equipo en el que se retiró.

## Premios
Fue galardonado con el Bate de Plata en una oportunidad (1983).